# Kabinett Takahashi
Das Kabinett Takahashi (jap. 高橋内閣, Takahashi naikaku) regierte Japan unter Führung von Premierminister Takahashi Korekiyo vom 13. November 1921 bis zum 12. Juni 1922.
| Amt                                    | Name               | Kammer (Wahlkreis) | Fraktion |
| -------------------------------------- | ------------------ | ------------------ | -------- |
| Premierminister                        | Takahashi Korekiyo |                    |          |
| Außenminister                          | Uchida Kōsai       |                    |          |
| Innenminister                          | Tokonami Takejirō  |                    |          |
| Finanzminister                         | Takahashi Korekiyo |                    |          |
| Heeresminister                         | Yamanashi Hanzō    |                    |          |
| Marineminister                         | Katō Tomosaburō    |                    |          |
| Justizminister                         | Ōki Enkichi        |                    |          |
| Kultusminister                         | Nakahashi Tokugorō |                    |          |
| Minister für Landwirtschaft und Handel | Yamamoto Tatsuo    |                    |          |
| Minister für Kommunikation             | Noda Utarō         |                    |          |
| Eisenbahnminister                      | Motoda Hajime      |                    |          |
| 1.                                     |                    |                    |          |

## Andere Positionen
| Amt                        | Name                              |
| -------------------------- | --------------------------------- |
| Chefkabinettssekretär      | Mitsuchi Chūzō                    |
| Leiter des Legislativbüros | Yokot Sennosuke bis 28. März 1922 |
| Leiter des Legislativbüros | Baba Eiichi bis 12. Juni 1922     |